# Francisco Bangoy International Airport
Francisco Bangoy International Airport, ook wel Davao International Airport (DIA) (IATA Airport Code: DVO, ICAO Airport Code: RPMD)
is het belangrijkste vliegveld van Davao City in de Filipijnen. Het vliegveld is het drukste vliegveld van de eilandengroep Mindanao en tevens het enige internationale in die regio (waarvandaan ook daadwerkelijk internationaal gevlogen). Het vliegveld heeft een landingsbaan van 3000 meter lang.
Op 2 december 2003 werd een nieuwe terminal geïnaugureerd die de oude, aan de overkant van de landingsbaan gelegen terminal vervangt. De bouw heeft 3 jaar geduurd. In de terminal worden zowel de nationale als internationale vluchten verwerkt. Met de nieuwe terminal verwacht men per jaar zo'n 1,2 miljoen passagiers en 84.600 ton vracht te verwerken. Ook denkt men dat de vernieuwing voor een impuls gaat zorgen in het toerisme en de buitenlandse investeringen in de regio. Aan beide zijden van de - enige - baan is er een zone voor de toestellen om te keren. De luchthaven kan grote toestellen als de Airbus A340 of de boeing 747 aan.
4 maart 2003 werd er in de wachtruimte voor de oude terminal een bomaanslag gepleegd. Hierbij kwamen 21 mensen om en vielen er nog eens 145 gewonden.
Het nieuwe vliegveld is gefinancierd middels een lening van 40 miljoen dollar van de Asian Development Bank, een lening van 25 miljoen euro van de European Investment Bank en investeringen van de overheid. De totale kosten bedroegen 128 miljoen Amerikaanse dollars.

## Luchtvaartmaatschappijen
De volgende luchtvaartmaatschappijen vliegen op Davao international airport:

### Binnenlandse vleugel
- Cebu Pacific (Cagayan de Oro, Cebu, Iloilo, Manilla, Zamboanga)
- Airphil Express (Cagayan de Oro, Cebu, Manilla, Zamboanga (tot 30 april))
- Philippine Airlines (Manilla)
- Zest Airways (Manilla)

### Internationale vleugel
- SilkAir (Singapore)